# Fritz Dinger (Maler)
Friedrich „Fritz“ August Dinger (* 22. Januar 1827 in Wald (heute zu Solingen); † 11. August 1904 in Düsseldorf) war ein deutscher Maler und Kupferstecher der Düsseldorfer Schule.

## Leben
1849 kam Dinger an die Kunstakademie Düsseldorf. Sein wichtigster Lehrer war dort Joseph von Keller. Dessen Unterricht besuchte er von 1851 bis 1856. Als Schüler Kellers war er im Auftrag des Vereins zur Verbreitung religiöser Bilder daran beteiligt, nazarenisch inspirierte Andachtsbilder zu produzieren.
1856 verließ Dinger die Kunstakademie und eröffnete in Düsseldorf ein eigenes Atelier. Dort arbeitete er als freischaffender Künstler bis zum Ausbruch des Deutsch-Französischen Krieges. Bekannt wurde Dinger für seine kongeniale Umsetzung von Gemälden als Kupferstiche, viele davon im Auftrag des Kunstvereins für die Rheinlande und Westfalen. Künstler, deren Bilder er stach, waren etwa Theodor Mintrop, Emanuel Leutze, Julius Schrader, August Siegert, Christian Eduard Boettcher, Ernst Bosch und Raffael.
Dinger heiratete Maria, geborene Nohl (1830–1915). Ihr 1860 geborener Sohn, Otto Dinger, wurde ebenfalls ein Maler der Düsseldorfer Schule.
Im Frühjahr 1878 unternahm Dinger eine einjährige Studienreise nach Rom, um die antiken Meister zu studieren. Dort wurde er Mitglied im Deutschen Künstlerverein. Im Frühjahr 1879 kehrte er wieder nach Düsseldorf zurück, wo er 1904 im Alter von 77 Jahren verstarb.

## Werke (Auswahl)

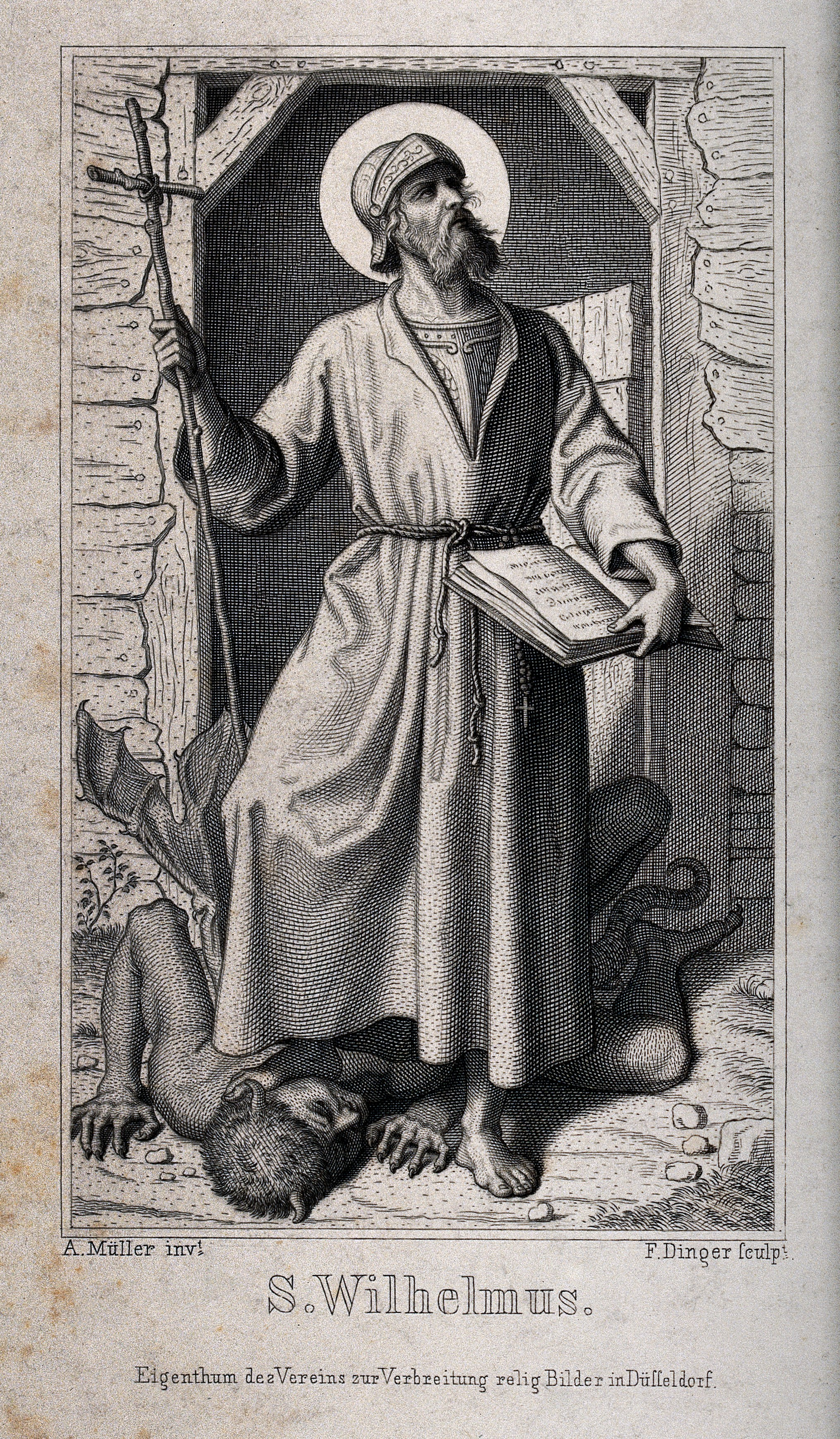
S. Wilhelmus (nach Andreas Müller)

- S. Wilhelmus (nach Andreas Müller)
- S. Joannes Nepomucenus (nach Joseph Settegast)
- Die Nonnen (nach Theodor Mintrop)
- Cromwell und seine Anhänger bei Milton (nach Emanuel Leutze)
- Cromwell am Krankenbett seiner Tochter (nach Julius Schrader)
- An der Klosterpforte (nach August Siegert)
- Blumen auf den Weg gestreut (nach Christian Eduard Boettcher)
- Fern der Heimat (nach Ernst Bosch)
- Aschenbrödel (nach Ernst Bosch)
- Selbstporträt (nach Raffael)
- Aus vergangenen Zeiten (nach Friedrich Hiddemann)
- Vor dem Kampfe / Nach dem Kampf (nach Christian Kröner)
- Unangenehme Überraschung (nach Benjamin Vautier)
- Jugendliebe (nach Ernst Stückelberg)